# Chris Melling
Christopher „Chris“ Melling (* 27. Januar 1979) ist ein englischer Poolbillard- und Snookerspieler. Er wurde 2001 und 2003 8-Ball-Weltmeister der World Eightball Pool Federation (WEPF).

## Karriere

### Poolbillard

#### Einzel
1997 wurde Chris Melling Junioren-Weltmeister der WEPF.
Im Juli 2000 erreichte er bei der von der World Pool-Billiard Association (WPA) ausgetragenen 9-Ball-Weltmeisterschaft die Runde der letzten 32. Bei der 9-Ball-WM 2001 zog er nach Siegen gegen Šandor Tot und Steve Davis ins Achtelfinale ein und unterlag dort dem Kanadier Alain Martel mit 9:11. Bei der WEPF-8-Ball-WM 2001 wurde er, nachdem er unter anderem Quinten Hann, Darren Appleton und Phil Harrison besiegt hatte, durch einen 11:10-Finalsieg gegen den Schotten Rob McKenna Weltmeister.
Nachdem er 2002 in der Runde der letzten 32 gegen Pat Holtz ausgeschieden war, gewann er 2003 durch einen 11:7-Sieg im Finale gegen Jason Twist zum zweiten Mal den Titel. Bei der 9-Ball-WM 2003 verlor er in der Runde der letzten 64 gegen Park Shin-young. Bei der 8-Ball-WM 2004 schied er in der Runde der letzten 32 gegen Steve Munro aus.
Im Juni 2005 zog Melling zum dritten Mal ins Finale der WEPF-Weltmeisterschaft ein, musste sich nun jedoch Gareth Potts mit 7:11 geschlagen geben. Ein Jahr später schied er im Halbfinale gegen den späteren Weltmeister Mark Selby aus.
Im September 2006 belegte er bei der World Open 8-Ball Championship, dem letzten Turnier der International Pool Tour, den 40. Platz.
Im April 2008 erreichte er bei der 8-Ball-Weltmeisterschaft der WPA nach Siegen gegen Mark Gray und Marcus Westen das Viertelfinale und unterlag dort dem späteren Weltmeister Ralf Souquet mit 3:10. Bei den Netherlands Open 2008 schaffte er es ebenfalls ins Viertelfinale. Im Oktober 2008 belegte er bei den US Open den 17. Platz.
2009 wurde er bei den Qatar World Open und bei den US Open Siebzehnter. Bei der 10-Ball-WM 2009 schied er in der Vorrunde aus.
Im April 2010 gewann Melling seine erste Medaille bei einem Euro-Tour-Turnier: Bei den Italy Open erreichte er das Halbfinale und unterlag dort dem Polen Mateusz Śniegocki. Eine Woche nachdem er bei der 9-Ball-Weltmeisterschaft 2010 in der Runde der letzten 64 gegen Dang Jinhu ausgeschieden war, erreichte er bei den Austria Open das Halbfinale und verlor dieses mit 7:9 gegen den späteren Turniersieger Karl Boyes. Bei den China Open belegte 2010 er den 17. Platz. Bei den US Open erreichte er in diesem Jahr mit dem 13. Platz sein bis dahin bestes Ergebnis. Wenige Tage später zog er bei den Portugal Open 2010 erstmals ins Finale eines Euro-Tour-Turniers ein und besiegte dort den Spanier Carlos Cabello mit 9:4. Im November 2010 gewann er mit dem Northern Masters zum ersten Mal ein Turnier der Great Britain 9-Ball Tour (GB9).
Im April 2011 erreichte Melling das Viertelfinale der Italy Open und schied dort gegen den Schotten Jayson Shaw aus. Nachdem er bei den Beijing Open 2011 Neunter geworden war, erreichte er das Viertelfinale der 10-Ball-Weltmeisterschaft 2011 und unterlag dort dem Japaner Yukio Akakariyama. Im Juni 2011 gewann er durch einen 11:3-Sieg im Finale gegen den Taiwaner Hsu Kai-lun die China Open.
Eine Woche später gewann er mit dem Paul Medati Main Event zum zweiten Mal ein Turnier der Great Britain 9-Ball Tour. Bei der 9-Ball-WM 2011 erreichte er die Runde der letzten 32. Im September 2011 schied er beim World Pool Masters, zu dem er in diesem Jahr erstmals eingeladen worden war, im Achtelfinale gegen den Chinesen Fu Jianbo aus.
Im Februar 2012 zog Melling bei der 8-Ball-Weltmeisterschaft der WPA ins Halbfinale ein. Nachdem er unter anderem Thorsten Hohmann und Roberto Gomez besiegt hatte, unterlag er dort dem späteren Weltmeister Chang Jung-lin mit 7:9. Anschließend erreichte er in der Weltrangliste mit dem dritten Platz seine bislang beste Platzierung. Einen Monat später erreichte er bei den Bosnia & Herzegovina Open zum fünften Mal ein Euro-Tour-Halbfinale und verlor dieses gegen den späteren Turniersieger Albin Ouschan mit 5:9. Im Juli wurde er bei der World Series of Pool Dritter. Bei den China Open 2012 schied er als Titelverteidiger in der Runde der letzten 32 gegen Yukio Akakariyama aus. Bei den North Cyprus Open 2012 erreichte er das Viertelfinale.
Im September 2013 zog Melling erstmals ins Viertelfinale der 9-Ball-WM ein und schied dort gegen Carlo Biado aus. Einen Monat später erzielte er mit dem fünften Platz sein bislang bestes Ergebnis bei den US Open. Beim World Pool Masters 2013 erreichte er mit einem 8:3-Achtelfinalsieg gegen Titelverteidiger Karol Skowerski das Viertelfinale und unterlag anschließend dem Kanadier Alex Pagulayan. Anfang Januar 2014 wurde er beim World Chinese 8-Ball Masters Fünfter. Nachdem er 2013 auf der Euro-Tour bei keinem Turnier über das Achtelfinale hinausgekommen war, erreichte Melling 2014 das Viertelfinale der Italian Open und das Halbfinale der North Cyprus Open. Unmittelbar vor dem Turnier in Kyrenia hatte er erstmals an der, in diesem Jahr ebenfalls dort ausgetragenen Europameisterschaft der EPBF teilgenommen. Dort erreichte er das Halbfinale des 8-Ball-Wettbewerbs, das er mit 6:8 gegen den Slowaken Jakub Koniar verlor, und das Achtelfinale beim 9-Ball-Wettbewerb. Beim World Pool Masters 2014 zog er nach Siegen gegen die früheren WPA-Weltmeister Dennis Orcollo und Karl Boyes ins Halbfinale ein und schied dort 5:8 gegen den späteren Turniersieger Shane van Boening aus.
Im Januar 2015 belegte er beim World Chinese 8-Ball Masters den achten Platz. Einen Monat später erreichte er bei der Chinese 8-Ball World Championship das Achtelfinale und verlor dieses nur knapp mit 12:13 gegen Mark Selby. Beim World Chinese 8-Ball Masters 2016 wurde Melling Siebzehnter.

#### Mannschaft
Bei der Team-Weltmeisterschaft war Melling bislang dreimal Teil der britischen Mannschaft. Nachdem er 2010 mit der zweiten Mannschaft knapp das Achtelfinale verpasst hatte, erreichte er 2012 mit Großbritannien das Halbfinale, das mit 0:4 gegen den späteren Weltmeister Taiwan verloren wurde, und 2014 das Viertelfinale, in dem man gegen den späteren Weltmeister China 2 ausschied.
Am World Cup of Pool nahm er bislang viermal teil. Bei seinen ersten beiden Teilnahmen bildete er gemeinsam mit Darren Appleton das englische Team. Nachdem sie 2011 in der ersten Runde ausgeschieden waren, erreichten sie 2012 das Viertelfinale und unterlagen dort nur knapp den Taiwanern Han En-hsu und Hsin Ting-chen. Gemeinsam mit Daryl Peach erreichte Melling 2013 das Viertelfinale und 2014 das Achtelfinale.
Beim Mosconi Cup war er 2011 und 2012 Teil der europäischen Mannschaft und gewann das Turnier mit ihr beide Male. 2012 wurde er als Most Valuable Player ausgezeichnet.
In der Saison 2013/14 spielte Chris Melling mit dem BSV Fürstenfeldbruck in der 1. Bundesliga. Er wurde dabei zweimal eingesetzt – bei den beiden Begegnungen gegen den Lokalrivalen BSV Dachau – und gewann eine seiner vier Einzelpartien.

### Snooker
Zur Saison 2001/02 qualifizierte sich Chris Melling über die Challenge Tour erstmals für die Snooker-Profiturnierserie Main Tour. Bei seinem ersten Turnier als Profi, den British Open 2001, zog er nach Siegen gegen Mark Gray und Atthasit Mahitthi in die Runde der letzten 80 ein, in der er gegen Gerard Greene ausschied. Darüber hinaus erreichte er in der Spielzeit bei drei Turnieren die Runde der letzten 96. Bei der Weltmeisterschaft 2002 verlor er hingegen sein Auftaktspiel mit 7:10 gegen Jason Prince. Am Saisonende belegte er in der Weltrangliste den 108. Platz und verlor damit seinen Main-Tour-Platz.
Nach einem Jahr gelang ihm über die Challenge Tour, bei der er in der Saison 2002/03 ein Turnier gewonnen hatte, die Rückkehr auf die Main Tour. Bei der WM 2003 schied er wie im Vorjahr in der Runde der letzten 128 aus. Da er als Amateur gestartet war, musste er dafür jedoch zuvor fünf weitere Qualifikationsrunden überstehen.
In der Saison 2003/04 schied Melling bei den ersten sieben der neun Turniere mit einer Auftaktniederlage aus, wobei er beim Irish Masters die Runde der letzten 96 erreichte, da sein Gegner Joe Johnson nicht antrat. Seinen ersten Saisonsieg erzielte er bei der Players Championship gegen Matthew Couch. Anschließend erreichte er durch Siege gegen Ian Preece und Andy Hicks die Runde der letzten 64, in der er mit 4:5 gegen Stuart Bingham verlor. Es war bis 2014 sein bestes Abschneiden bei einem Main-Tour-Turnier und ist bis heute (Stand: 2016) sein bestes Ergebnis bei einem vollwertigen Weltranglistenturnier. Bei der WM 2004 folgte jedoch wieder eine Auftaktniederlage; mit 9:10 schied er gegen Brian Salmon aus. In der Weltrangliste belegte er den 114. Platz und fiel damit erneut von der Main Tour.
Nachdem er in der folgenden Saison vergeblich versucht hatte, sich erneut über die Challenge Tour für die Main Tour zu qualifizieren, schaffte er 2006 über die Pontin’s International Open Series (PIOS), bei der er in der Saison 2005/06 ein Turnier gewann und zwei weitere Male das Halbfinale erreichte, die Rückkehr auf die Main Tour.
In seiner dritten Saison als Profi kam er lediglich beim Malta Cup über erste Runde hinaus. Er erreichte dort zum zweiten Mal die Runde der letzten 64 eine Weltranglistenturniers und musste sich anschließend Adrian Gunnell mit 0:5 geschlagen geben. Bei der Weltmeisterschaft 2007 verlor er sein Auftaktmatch gegen den Iren David Morris. Mit dem 85. Platz erreichte er am Saisonende seine bis dahin beste Weltranglistenplatzierung. Dies reichte aber dennoch nicht, um ein weiteres Jahr auf der Main Tour zu bleiben.
Ab 2008 versuchte Chris Melling zwei Spielzeiten, sich über die PIOS für die Main Tour zu qualifizieren, kam dabei aber nie über das Achtelfinale hinaus. Anschließend nahm er vier Jahre lang nicht mehr an internationalen Snookerturnieren teil, ehe er im Mai 2014 bei der Q School einen weiteren Versuch unternahm, auf die Main Tour zurückzukehren. Gleich beim ersten Turnier gewann er das Finale seiner Gruppe mit 4:3 gegen den Waliser Duane Jones und qualifizierte sich damit für die folgenden beiden Main-Tour-Spielzeiten.
Beim Wuxi Classic 2014, dem ersten Weltranglistenturnier der Saison 2014/15, erreichte er mit einem 5:4-Qualifikationsrundensieg gegen Matthew Stevens die Runde der letzten 64 und unterlag dort dem Wildcardspieler Zhao Xintong. Im weiteren Verlauf der Saison kam er nur noch bei zwei weiteren vollwertigen Weltranglistenturnieren über die erste Runde hinaus: Bei der International Championship 2014 und bei den Welsh Open 2015 erreichte er die Runde der letzten 64. Im November 2014 erreichte er sein bislang bestes Ergebnis bei einem Main-Tour-Turnier: Bei den Ruhr Open, dem sechsten Turnier der Players Tour Championship 2014/15, zog er nach Siegen gegen Ahmed Saif und den früheren Weltmeister Peter Ebdon in die Runde der letzten 32 ein, in der er mit 2:4 gegen den Schotten Stephen Maguire verlor. Bei der Weltmeisterschaft 2015 schied er in der ersten Qualifikationsrunde mit 1:10 gegen Li Hang aus.
Zu Beginn der Saison 2015/16 erreichte Chris Melling mit dem 79. Platz seine bislang beste Weltranglistenplatzierung. In dieser Spielzeit gelang ihm bei nur einem vollen Weltranglistenturnier ein Sieg. In der ersten Qualifikationsrunde des Shanghai Masters besiegte er den Waliser Daniel Wells mit 5:4, bevor er in der zweiten Qualifikationsrunde mit 0:5 gegen Ken Doherty ausschied. Auf der Players Tour Championship 2015/16 erreichte er die Runde der letzten 32 bei den Bulgarian Open 2015 und die Runde der letzten 64 bei den Gibraltar Open 2015. Bei der Qualifikation zur WM 2016 schied er in der ersten Runde mit 5:10 gegen David Morris aus. Am Saisonende kam er in der Weltrangliste auf den 91. Platz und verlor damit seinen Profistatus.
Im Mai 2016 versuchte Melling über die Q School direkt auf die Main Tour zurückzugelangen, kam dabei aber nicht über die dritte Runde hinaus.

## Erfolge
| WEPF-8-Ball-Juniorenweltmeister: | 1997       |
| WEPF-8-Ball-Weltmeister:         | 2001, 2003 |
| Portugal Open:                   | 2010       |
| GB9 Northern Masters:            | 2010       |
| China Open:                      | 2011       |
| Paul Medati Main Event:          | 2011       |
| Mosconi Cup:                     | 2011, 2012 |